# Anaea lynceus
Anaea lynceus är en fjärilsart som beskrevs av Johannes Karl Max Röber 1916. Anaea lynceus ingår i släktet Anaea och familjen praktfjärilar. Inga underarter finns listade i Catalogue of Life.